# Bruce Notley-Smith
Bruce Neville Notley-Smith (sinh ngày 17 tháng 1 năm 1964), là một chính khách Úc và cựu Thị trưởng Thành phố Randwick, và là thành viên của Hội đồng Lập pháp New South Wales đại diện cho Coogee cho Đảng Tự do từ ngày 26 tháng 3 năm 2011 đến ngày 23 tháng 3 năm 2019.

## Đời tư
Notley-Smith và bạn đời của ông, Paul McCormack, đã có mối quan hệ đồng giới từ năm 1990. Notley-Smith là thành viên đồng tính công khai đầu tiên của Hội đồng Lập pháp New South Wales, và làm việc để xóa bỏ hồ sơ tội phạm của những người đồng tính nam bị kết án theo luật lịch sử.